# 寒夜 (巴金小說)
《寒夜》是中國作家巴金於1947年（民國36年）出版的小說，亦為其最後一本長篇小說作品。這部作品敘述了對日抗戰時期國民政府下的重慶，一個逃難而來的上班族家庭，在經濟、婆媳關係等壓力下離散的悲劇。